# Joseph Brunet
Pour les articles homonymes, voir Brunet et Joseph Brunet (homonymie).
Joseph-Mathieu Brunet, né à Arnac-Pompadour le 4 mars 1829 et décédé à La Bourgade, commune de Saint-Hilaire-Bonneval (Haute-Vienne) le 6 janvier 1891, est un magistrat et un homme politique français. À la fin de sa carrière, Il fut nommé liquidateur du canal de Panama, mais malade il démissionne.

## Biographie
Il est le fils de Jacques Brunet, officier comptable au haras de Pompadour et de Cécile Dutheillet-Lamonthezie laquelle décède alors qu'il est encore tout enfant. 
Il fit ses études de droit à la Faculté de Paris et revint se faire inscrire comme avocat au barreau de Limoges. Il se maria quelques mois après (le 11 mai 1852, à Lubersac) avec Mlle Amélina Cousty, de Lubersac. Il fut nommé substitut à Saint-Yrieix, et moins de deux années après (1856) substitut à Tulle.En 1858, Il fut nommé juge à Limoges, chargé de présider une chambre temporaire, et quelque temps après, cette chambre ayant été déclarée perpétuelle, il reçut le titre de la fonction qu'il remplissait et devint vice-président. A celte époque il acheta la propriété de la Bourgade, commune de Saint-Hilaire-Bonneval (Haute-Vienne), enclavée dans deux corps de domaines appartenant à son beau-père, M. Cousty. Pendant cette période il fut un actif collaborateur de la Société archéologique et historique du Limousin où il publia une intéressante Notice sur la Chartreuse de Glandier.
De 1857 à 1880 il fut conseiller général du canton de Lubersac. Son éloquence, sa science des affaires et sa sollicitude éclairée pour les intérêts du département, lui valurent d'être élevé en 1862 à la présidence de l'assemblée du département. Il avait à peine trente-trois ans. Il fut renommé l'année suivante et en 1864. 
En 1865, Brunet est nommé juge d'instruction à Paris puis vice-président au tribunal de la Seine en 1868. À l'approche du siège de Paris, il envoya en Limousin sa femme et ses enfants, et s'enferma dans Paris. En l'absence du président et des vice-présidents plus anciens, il remplit les fonctions de président du Tribunal de la Seine. 
En 1873, la mort du baron Rivet laisse la place de député de la Corrèze vacante, tous les conservateurs du département s'adressèrent à Brunet pour le prier d'accepter une candidature, mais ce fut Louis Chassaignac de Latrade qui fut élu. Il prit sa revanche en 1875, les électeurs de la Corrèze l'envoyèrent siéger au Sénat par une majorité de plus des deux tiers des voix (30 janvier 1876). 
Il fut appelé, lors du coup d’État parlementaire du maréchal de Mac-Mahon (17 mai 1877), à recevoir, comme représentant le parti impérialiste, le portefeuille de l'Instruction publique et des Cultes dans le ministère de Broglie-Fourtou (du 17 mai au 22 novembre 1877). Les élections du 14 octobre 1877 donnent à la gauche une majorité de 120 sièges, et le ministère de Broglie démissionne le 19 novembre 1877. Joseph Brunet retrouve alors sa place au Sénat. Le nouveau garde des Sceaux offrit à Brunet un poste de conseiller à la Cour de cassation. Il refusa et demanda à retrouver la fonction de conseiller à la Cour d'appel de Paris, poste qu'il avait déjà occupé. Il fut admis à la retraite le 21 mars 1884, comme conseiller à la cour, M. Brunet ne s'est pas représenté, dans la Corrèze, aux élections sénatoriales de 1885.
Mais il ne resta pas inactif, il s'inscrit au barreau de Paris, et son sens des affaires, son expérience furent remarquées par le baron Hirsch et le gouvernement ottoman pour faire partie d'un tribunal arbitral qui se réunit à Constantinople dans le courant de l'été de 1888 pour régler les litiges pendants entre ces deux plaideurs à la suite de la construction des chemins de fer orientaux. Il profita de ce voyage à Constantinople pour rechercher la tombe du Pacha Claude Alexandre de Bonneval, tombe qu'il trouva dans le Tébé (cimetière) des derviches du quartier de Péra. Sa mission remplie, il revint en France, pour entreprendre ou diriger de grandes affaires. Aussi, ce ne fut une surprise pour personne, lorsque la dernière assemblée générale des actionnaires du canal de Panama, réunis pour constater l'impossibilité de mener à bonne fin cette œuvre grandiose avec les ressources disponibles et sous la direction des hommes placés à la tête de l'entreprise, l'acclama, le 28 janvier 1889, comme liquidateur. Il fut désigné définitivement par le Tribunal de première instance de la Seine, quelques jours plus tard, comme liquidateur de la Société avec les pouvoirs les plus étendus. La popularité de Brunet était grande parmi les nombreux porteurs de titres dont il défendait les intérêts. Le Petit Journal. du 24 juin 1889, lui rend hommage :
« Nous avons eu la satisfaction de rendre hommage aux grands mérites du liquidateur, M. Brunet. Il était précédé d'une légitime réputation d'honneur et de capacité juridique ; il a déployé dans sa nouvelle mission d'autres qualités peut-être plus rares. Car nous pensons que la parfaite connaissance des affaires n'était pas suffisante pour traiter une question comme celle du Panama. Avec un zèle infatigable, M. Brunet a rétabli l'ordre dans une comptabilité délicate, ramené au strict minimum le chiffre des frais urgents et permis ainsi de gagner beaucoup de temps. Le temps ici c'est bien de l'argent. »
Vers la fin de 1889, sa santé, altérée par un travail assidu et de constantes préoccupations, fut profondément atteinte par l'épidémie d'influenza qui sévit à cette époque. Il dut s'adresser au Tribunal de la Seine pour demander la nomination d'un successeur, Le Tribunal désigna M. Achille Monchicourt.
Il se retira définitivement des affaires et s'installa dans son domaine de La Bourgade, il allait de plus en plus mal, il tomba paralysé et s’éteignit au milieu de ses proches, sa femme, ses deux fils (Paul et Joseph) et sa fille Marie.

## Sources biographiques
- « Joseph Brunet », dans Adolphe Robert et Gaston Cougny, Dictionnaire des parlementaires français, Edgar Bourloton, 1889-1891 [détail de l’édition]
- Joseph Brunet ministre originaire de Pompadour, et ami personnel d’Elie Dufaure
- Le Petit Journal. du 24 juin 1889, "ce qui se fait pour Panama"
- Mort de Joseph Brunet, La Justice, 8 janvier 1891
- Biographie de Joseph Brunet sur le site du Sénat
- Biographie de Joseph Brunet par Édouard Decoux-Lagoutte, son chef du Cabinet du Ministère de l'Instruction publique, des Cultes et des Beaux-Arts, Maire de Trélissac.